# Carl Friedrich Haug (Historiker)

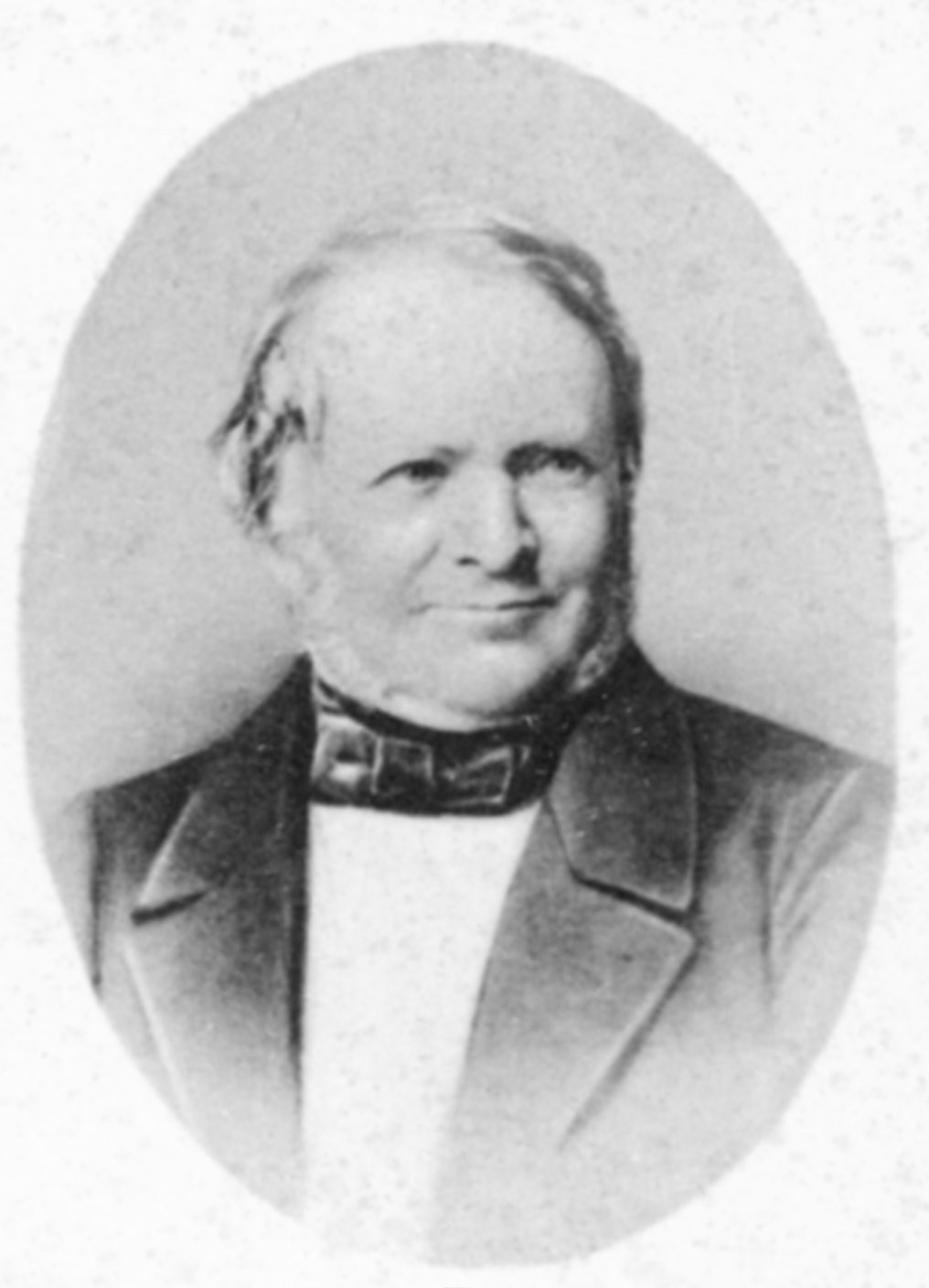
Carl Friedrich Haug

Carl Christoph Friedrich Ludwig Haug (* 21. Januar 1795 in Stuttgart, Herzogtum Württemberg; † 11. März 1869 in Tübingen, Königreich Württemberg) war ein deutscher evangelisch lutherischer Theologe und Historiker. Haug war Inhaber des Lehrstuhls für Universalgeschichte an der Eberhard Karls Universität Tübingen und lehrte dieses Fach fast 40 Jahre. Im 39. Jahr seines Ordinariats bat er aus gesundheitlichen Gründen um seine Emeritierung.

## Herkunft und Familie
Carl Friedrich Haug war der älteste Sohn des württembergischen „Hofmechanikus“ und späteren Professors für Mechanik und Maschinenlehre an der Vereinigten Real- und Gewerbeschule in Stuttgart Gottlob Friedrich Haug (1769–1850) und der Juliane Luise Märklin (* 12. Februar 1774 in Stuttgart; † 27. Mai 1823 in Stuttgart). Er ist ein Enkel des Ludwigsburger Hofinstrumentenmachers Johann Friedrich Haug (1730–1793) und dessen zweiter Ehefrau Charlotte Katharina Sidonie Commerell, der am 24. Februar 1734 zu Ludwigsburg geborenen Tochter des herzoglichen Kammermusikus Johann Friedrich Commerell. Haug hat zahlreiche Vorfahren aus der Württembergischen Ehrbarkeit stammend. So ist er auch ein Nachkomme des Reformators Johannes Brenz. Haug hatte zwölf jüngere Geschwister.

### I. Ehe mit Charlotte Reuß

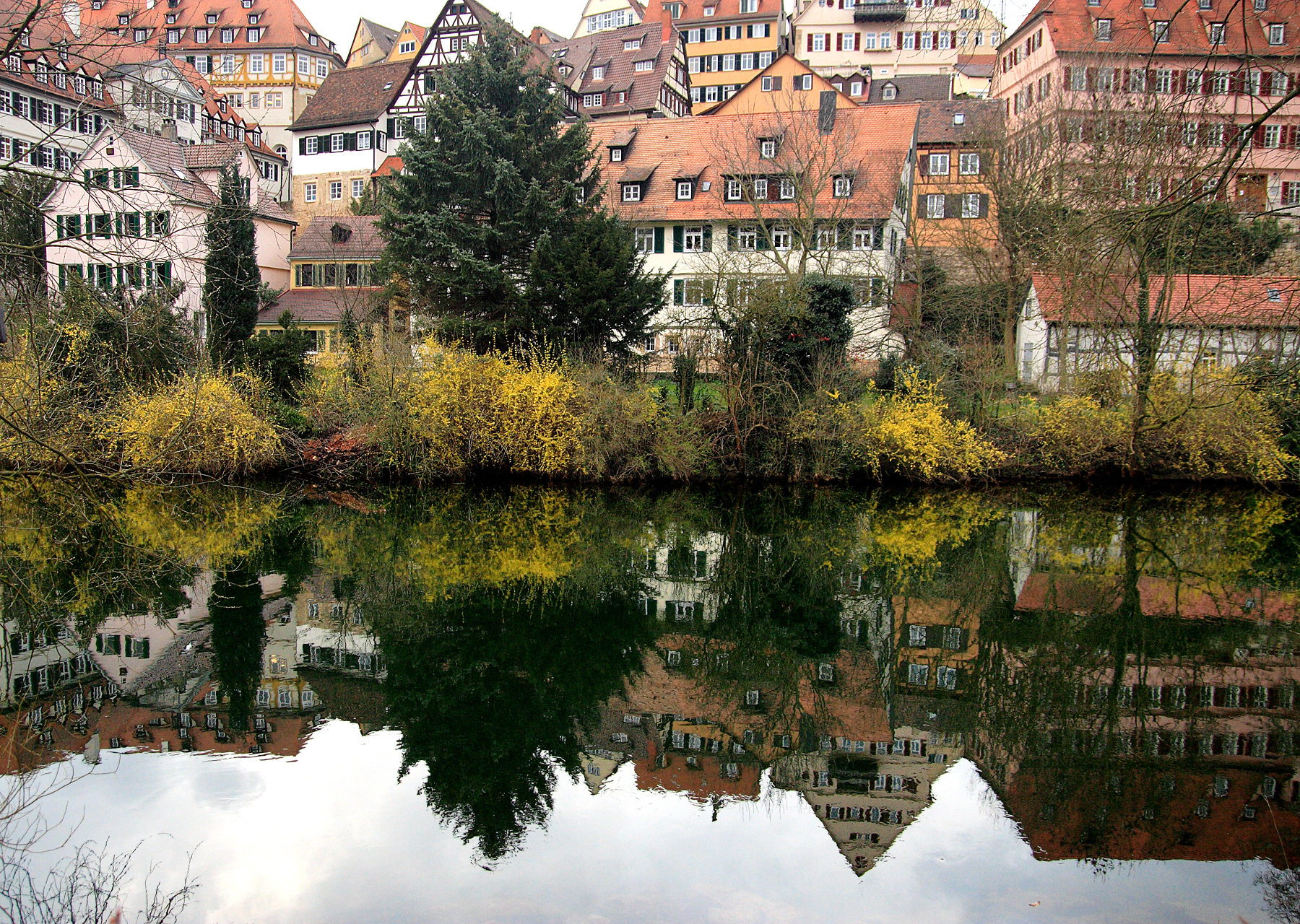
Altstadt von Tübingen, die so genannte Oberstadt mit alten Gebäuden der Universität und der Professoren, dem Evangelischen Stift links oben im Bild, rechts die Burse, das älteste Tübinger Universitätsgebäude

Carl Friedrich Haug war in erster Ehe mit Johanne Charlotte Reuß verheiratet, einer Enkelin des Tübinger Bürgermeisters Johann Immanuel Bossert. Die Ehe wurde am 7. Oktober 1823 geschlossen und endete am 20. Dezember 1828 mit dem Tod der 24-jährigen Charlotte, nachdem diese am Tage zuvor ein Mädchen geboren hatte, das noch am selben Tag gestorben war.

### Genealogie

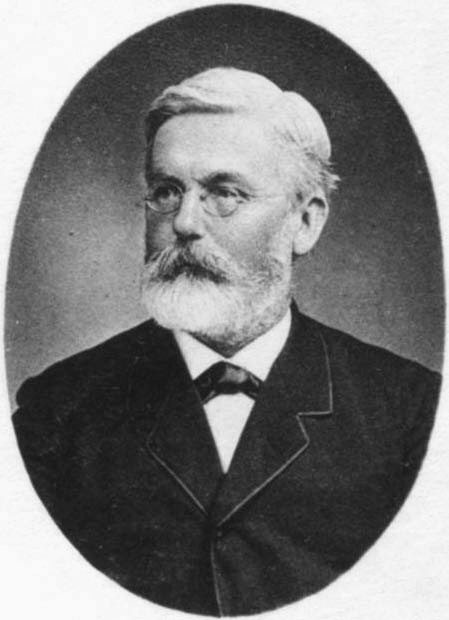
Karl von Riecke auf einem Porträtfoto aus Geschichte der Stadt Stuttgart, herausgegeben von dem Historiker Julius von Hartmann, Stuttgart 1905

In der Schrift: Familiengeschichten aus dem Nachlaß von Carl Friedrich Haug, bearbeitet von Karl Riecke, sind neben dem Bilde Haugs auch 5 Stammtafeln seiner Vorfahren enthalten.

#### Inhaltsverzeichnis
- I. Die Familien Haug und Kommerell, S. 7–22
- II. Die Familie Märklin, S. 23–38
- III. Die Familien Rapp, Prinz, Wagner, Nicolai, Sattler, Gaisberger, Kühorn, Wagner, Melchior Metzger, und Hermann, S. 39–57
- IV. Die Familien Raith[7], Rümelin, Harprecht, Andreä, Zeller[8], Schwarz, Mögling, Alber, Ölheinz, Heerbrand, Schnepf und  Brenz, S. 58–96

#### Anhang
- Stammtafeln, S. 97–107

#### Personenregister
- S. 108

#### Bedeutende Württembergische Ahnherren Haugs
- Stammtafeln, S. 98–99, neben anderen: der älteste, Claus Märklin, geboren 1450, zugleich Stammvater von Johannes Kepler
- Stammtafeln, S. 100–102, neben anderen: Johann Melchior Nicolai (Pfarrer 1635–1659). Er war Generalsuperintendent in Denkendorf sowie Abt im Kloster Blaubeuren und im Kloster Maulbronn
- Stammtafeln, S. 102–103, neben anderen: Melchior Metzger
- Stammtafeln, S. 104–105, neben anderen: Jacob Andreae, Johannes Harpprecht, Martin Rümelin
- Stammtafeln, S. 106–107, neben anderen: Johannes Brenz, Jacob Heerbrand, Erhard Schnepf, Theoderich Schnepf

### II. Ehe Haugs mit Theophanie Conradi

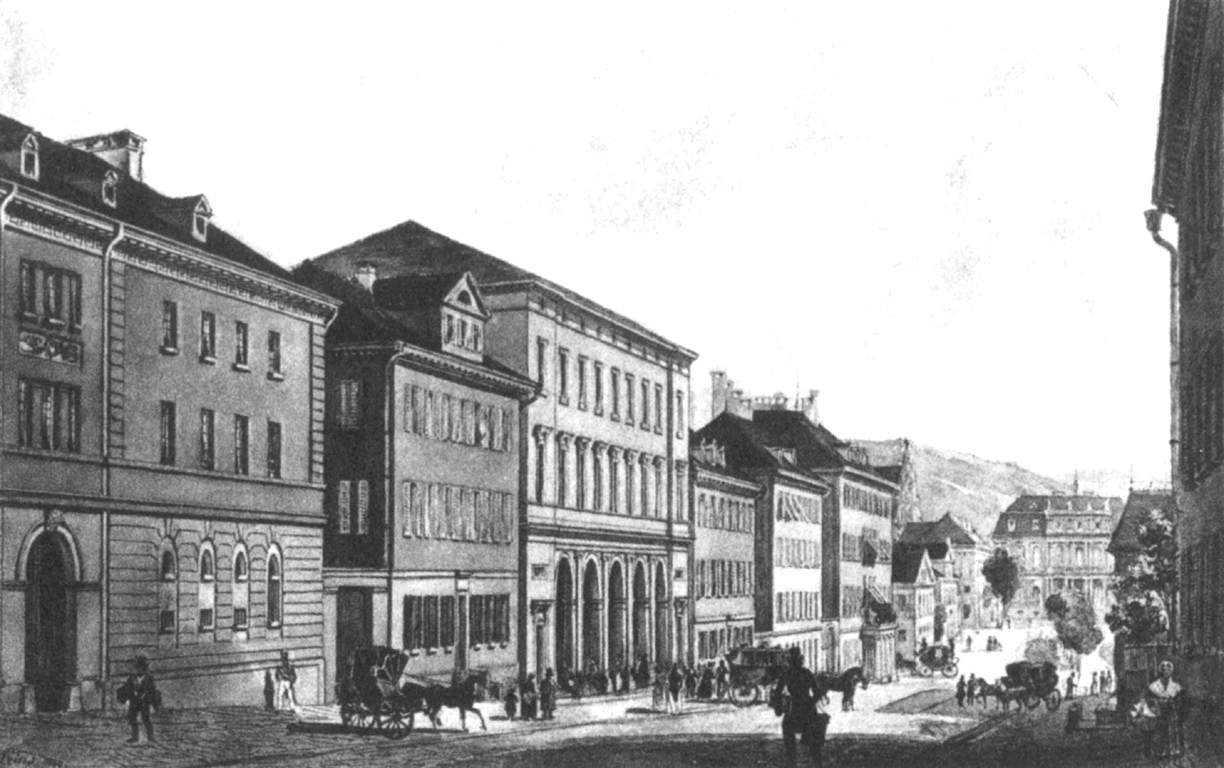
Das erste, 1847 erbaute Gebäude des Stuttgarter Bahnhofes, der Arkaden begrenzte Bahnhofseingang von der Schloßstraße aus, auf einer Abbildung aus der Zeit um 1850. Links außen im Bild ist die Straßenfront des ehemaligen Palais Conradi zu sehen. Luise Conradi (1780–1861), die Witwe von Leopold Conradi (1776–1839), Großbürger zu Stuttgart, lebte bis zu ihrem Tode in diesem Anwesen. Nach ihrem Ableben fiel das Palais der Erweiterung des Stuttgarter Bahnhofes zum Opfer. Von diesem Anwesen aus wurde der weltweite Indigohandel von dem Handelsmann Leopold Conradi betrieben. Das Handelshaus war gegründet worden von Luise Conradis jung verstorbenem Bruder Carl Willibald Feuerlein, Sohn des Carl Friedrich Feuerlein, eines Regierungsrates und Geheimem Kabinettsekretärs von Herzog Carl Eugen

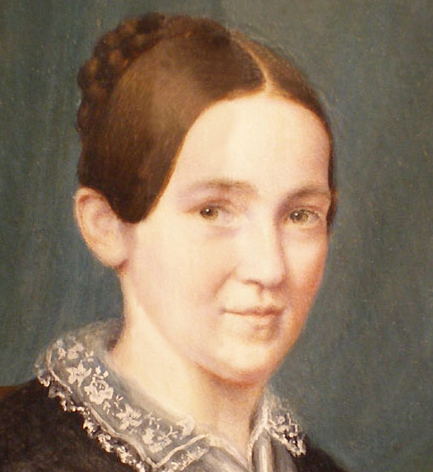
Haugs zweite Ehefrau Theophanie Conradi auf einem Jugend-Bildnis

Am 2. Februar 1833 heiratete Carl Friedrich Haug zum zweiten Mal. Er vermählte sich in Stuttgart mit Theophanie Conradi (* 12. Juni 1811 in Stuttgart; † 4. August 1891 in Tübingen). Sie war die sechste Tochter und das siebte Kind des Stuttgarter Kaufmanns Johann Nepomuk Leopold Friedrich Conradi und der Wilhelmine Auguste Luise Feuerlein. Aus der Ehe Carl Friedrich Haugs mit Theophanie Conradi gingen neun Töchter und ein Sohn hervor: Charlotte, Theophanie, Luise, Carl, Mathilde, Marie, Sophie, Helene, Amalie und Anna.
- 1. Charlotte (* 21. November 1833 in Tübingen; † 10. Februar 1870 in Marburg) ⚭ mit Wilhelm Roser.
- 2. Theophanie (* 7. September 1835 in Tübingen; † 16. April 1901 in Degerloch) ⚭ mit Karl Riecke.
- 3. Luise Wilhelmine (* 16. Juli 1837 in Tübingen; † 11. April 1918 in Stuttgart) ⚭ mit Ludwig Roser Kaufmann in London.
- 4. Carl Friedrich (* 25. August 1838 in Tübingen; † 17. Februar 1908 in Louisenthal), Regierungsbaumeister, Papierfabrikant[11] in Louisenthal ⚭ mit Christiane Böhringer, Tochter des Bierbrauereibesitzers und Rößlewirts J. Böhringer  aus Aalen.
- 5. Mathilde Emilie (* 26. Mai 1840 in Tübingen; † 19. August 1905 in Freiburg im Breisgau) ⚭ mit Albrecht Heinrich Holz, Kaufmann in Stuttgart.
- 6. Marie (* 17. November 1841 in Tübingen; † 30. April 1868 in Neapel) ⚭ mit Carl Ferdinand Pistorius, Kaufmann in Neapel.
- 7. Sophie (* Friederike 4. September 1843 in Tübingen; † 24. Juni 1937 in Tübingen) ⚭ mit Oskar von Bülow.
- 8. Helene Elise (* 19. Mai 1845 in Tübingen; † 10. August 1904 in Stuttgart), blieb unverheiratet.
- 9. Amalie (* 10. September 1848 in Tübingen; † 21. Juni 1890 in Marburg)  ⚭ mit Wilhelm Roser.
- 10. Anna (* 25. Juli 1851 in Tübingen; † 1918 in Heilbronn) ⚭ mit Gustav Roser Justizrat, Direktor des Arbeitshauses zu Rottenburg. Oberjustizrat und Direktor des Zellengefängnisses  zu Heilbronn.

#### Die württembergischen Familienstiftungen XXII. Heft, Köhler, Stuttgart 1858
- Siehe auch: Ferdinand Friedrich Faber. Familien Stiftungen Nebst genealogischen Nachrichten über die zu denselben berechtigten Familien. Die württembergischen Familienstiftungen XXII. Heft, Köhler, Stuttgart 1858

#### Die Schrift Karl Viktor von Riecke's als Faksimile aus dem Bestand derLibrary of Princeton University
- Siehe auch: digitalisiert von Google als Faksimile aus dem Bestand der „Library of Princeton University“, die Schrift Karl Viktor von Rieckes „Altwirtembergisches. aus. Familienpapieren. zum Besten. des Lutherstifts, einer Erziehungsanstalt für Pfarrersöhne. veröffentlicht von. Karl Riecke. Mit dem Bilde von Karl Friedrich Haug. Stuttgart. Druck und Verlag von W. Kohlhammer. 1886.“

Zu Haugs Schwiegersöhnen gehören Oskar von Bülow, Wilhelm Roser und Karl Riecke. Riecke hat die genealogischen und biographischen Lebensdaten seines Schwiegervaters Haug in der Erinnerungsschrift Altwirtembergisches aus Familienpapieren von Carl Friedrich Haug, erschienen im Jahre 1886, als Privatdruck der Familie herausgegeben. Zu Haugs bekannteren direkten Nachkommen gehören der Puppenspieler und Marionettenbauer Albrecht Roser, ein Ur-Ur-Enkel Haugs, und aus der nächstfolgenden Generation der Klangkünstler und Komponist von Hörspiel- und Filmmusik David Moufang. Der Altertumsforscher Ferdinand Haug ist ein Neffe von Carl Friedrich Haug.
Carl Friedrich Haug fand seine letzte Ruhe auf dem Tübinger Stadtfriedhof in der Abteilung F (Reihe 13 Grab 21). Neben weiteren Familienmitgliedern wurden in dem Familiengrab auch seine Witwe Theophanie Haug geborene Conradi (1891) und seine Tochter Sophie Bülow geborene Haug (1937) beigesetzt. Die Grabstätte existierte noch 1985. Von 1968 bis 2001 war der Stadtfriedhof vorübergehend für weitere Belegungen geschlossen. In der 2001 von der Friedhofsverwaltung durchgeführten Fotodokumentation ist die Grabanlage nicht mehr enthalten.

## Leben und Wirken

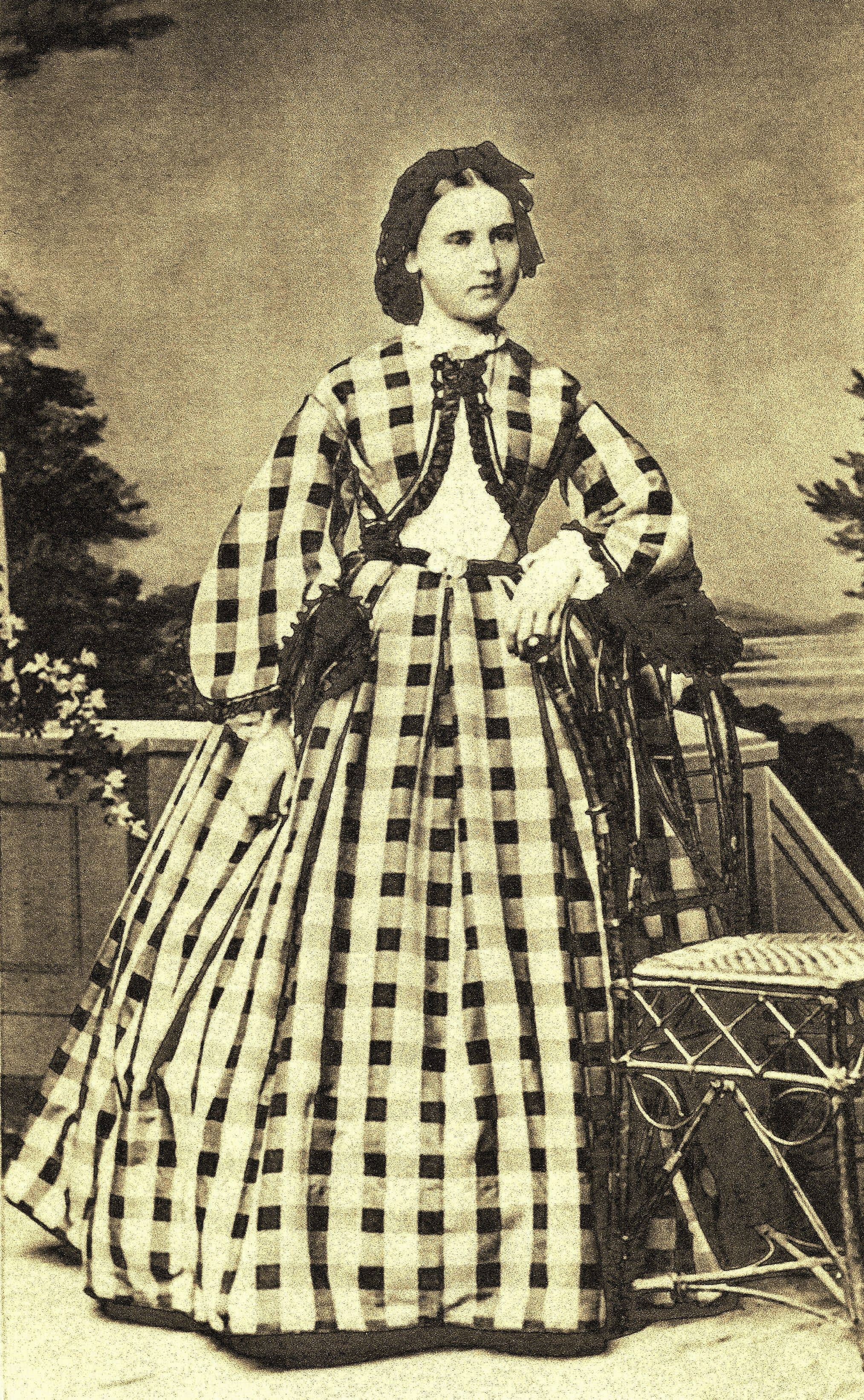
Sophie Friederike Haug (* 4. September 1843; † 24. Juni 1937), die sechste Tochter von Carl Friedrich Haug aus seiner Ehe mit Theophanie Conradi, auf einer Fotografie von Friedrich Brandseph (um 1862)

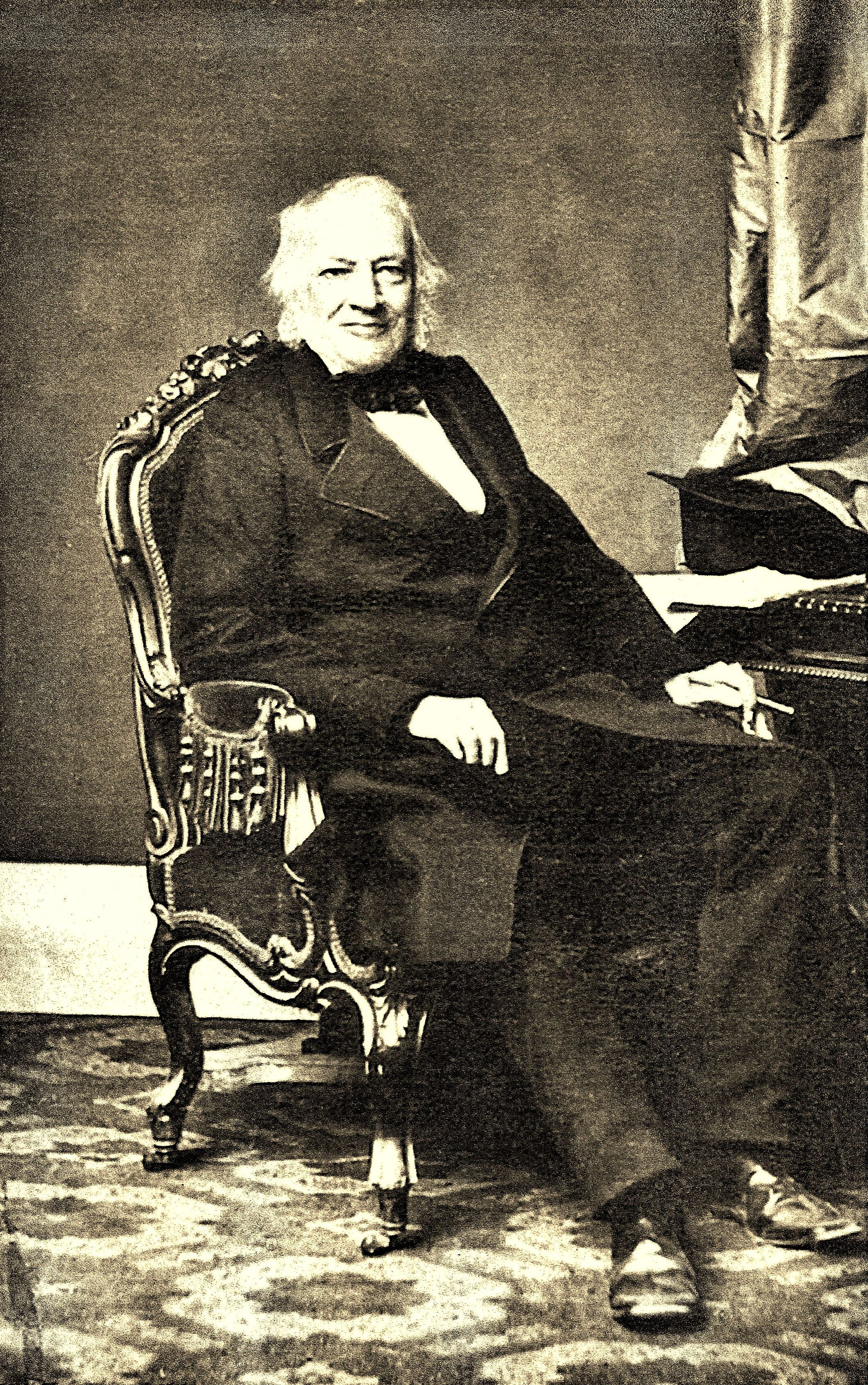
Emil Elben, (* 11. August 1795; † 9. Oktober 1873) Redakteur des Schwäbischen Merkurs, ein Schwager von Haug und sein lebenslanger Freund, Foto von Friedrich Brandseph (um 1862)

### Theologische Ausbildung – Denkendorf – Maulbronn – Tübingen
Carl Friedrich Haug besuchte das Stuttgarter Gymnasium Illustre, das seit 1686 ein Ausbildungszug am Eberhard-Ludwigs-Gymnasium Stuttgarts war. Im Herbst 1808 musste Haug sein Elternhaus im Alter von 13 Jahren nach bestandenem Landexamen verlassen, um dem väterlichen Wunsch gemäß eine theologische Ausbildung an den evangelisch-theologischen Seminaren von Denkendorf und Maulbronn anzutreten. Im Anschluss an seine vier Jahre dauernde Vorbereitung in den Seminaren von Denkendorf und Maulbronn, war Carl Friedrich Haug von Oktober 1812 bis zum Frühjahr 1817 Zögling des theologischen Stiftes in Tübingen. Am 21. September 1817 erlangte er dort nach erfolgreicher Disputation den akademischen Grad eines Magisters.

### Karl von Cleß – Karl Pfaff – Friedrich von Römer
In dieser Zeit knüpfte Haug lebenslange Freundschaften mit Karl von Cleß; Emil Elben, seinem späteren Schwager und Redakteur des Schwäbischen Merkur; dem Namensvetter Haug, der zuletzt Pfarrer in Degerschlacht war; Karl Pfaff, dem schwäbischen Historiker sowie Friedrich Römer, dem württembergischen Märzminister.

### Hofmeister bei den Söhnen des dänischen Kammerherrn von Buchwaldt
Nachdem Carl Friedrich Haug am 6. Juni 1817 in Stuttgart seine Examinalpredigt erfolgreich gehalten hatte, nahm er für zwei Jahre die Stelle eines Hofmeisters bei den Söhnen des dänischen Kammerherrn Buchwaldt in Seedorf in Holstein an.
Am 11. Juli 1817 begab sich Haug auf die Reise nach Holstein. Sein Weg führte ihn über Neustadt und Gundelsheim, meist zu Fuß, nach Heidelberg. Dort besuchte er Heinrich Paulus. Am 17. Juni erreichte Haug über Darmstadt Frankfurt am Main. Frankfurt war die erste größere Stadt, die Haug kennenlernte. Er schreibt darüber: „Von allem, was ich seither gesehen habe, setze ich doch nichts über diese Stadt“. Von Frankfurt führte Haugs Reise mit der Kutsche weiter über Marburg und Kassel nach Göttingen, wo er die Landsleute, den Bibliothekar Reuß, den Kirchenhistoriker Planck und den Theologen Karl Friedrich Stäudlin aufsuchte. Von Braunschweig gelangte Haug mit dem Postwagen nach Hamburg und von da am 29. Juni 1817, nach 18 Tage dauernder Reise, an den Ort seiner Bestimmung, das Anwesen der Familie des Kammerherrn Buchwaldt in Seedorf.

### Repetentenstelle Evangelisches Stift Tübingen – Habilitation und Lehrstuhl für Universalgeschichte
Im Jahr 1819 wurde Carl Friedrich Haug auf eine Repetentenstelle am evangelischen Seminar zu Tübingen berufen. Nach seiner Habilitation erhielt Haug im Jahre 1821 einen Ruf als außerordentlicher Professor, und im Jahre 1829 als ordentlicher Professor auf den Lehrstuhl für Universalgeschichte an die Universität Tübingen, den er für 39 Jahre, bis zu seiner Emeritierung 1860, innehatte.
1822 kam es zu einem Eklat, da Carl Friedrich Haug in seiner Vorlesungsreihe über Universalgeschichte den Protestantismus gegenüber dem Katholizismus als überlegen darstellte, was dazu führte, dass Studenten des katholischen Wilhelmsstiftes in diesem Semester von Teilen der Haugschen Vorlesung befreit wurden. Nach andauernden Beschwerden der Studentenschaft des Wilhelmsstiftes und einem neuen Verfahren 1826, das ohne Sanktionen blieb, nahm das Wilhelmsstift Haugs Vorlesung 1831 ganz aus dem Studienplan seiner Studenten.
Im Studienjahr 1850/1851 war Carl Friedrich Haug Rektor der Universität Tübingen.

## Veröffentlichungen (Auswahl)

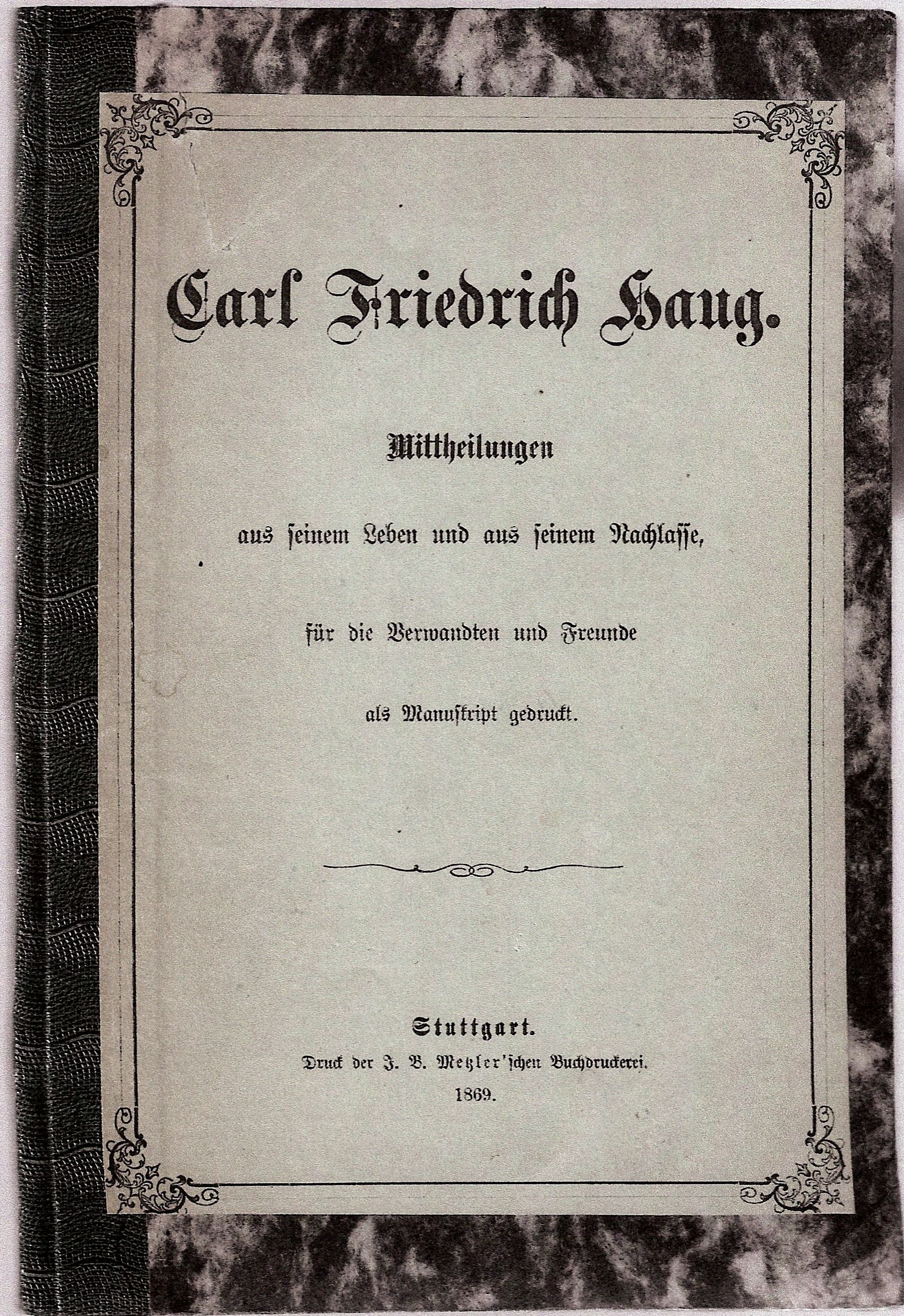
Originaleinband 1869. Carl Friedrich Haug. Mittheilungen aus seinem Leben und aus seinem Nachlasse, für die Verwandten und Freunde als Manuskript gedruckt. Stuttgart. Druck der I. B. Metzler’schen Buchdruckerei. 1869. Bearbeitet von Karl Riecke

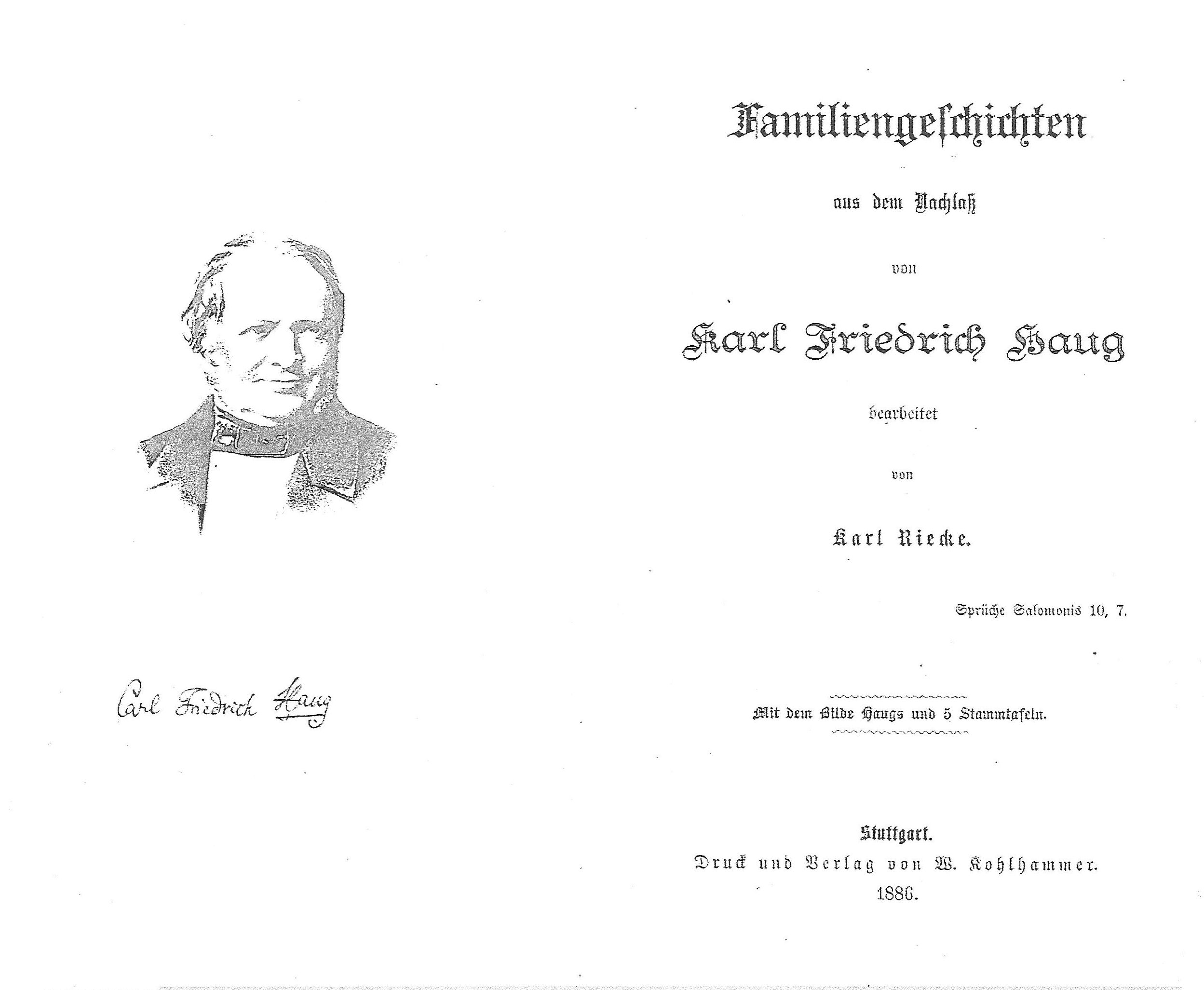
Frontispiz und Titelblatt aus Familiengeschichten aus dem Nachlaß von Carl Friedrich Haug bearbeitet von Karl Riecke. Sprüche Salomonis 10,7. Mit dem Bilde Haugs und 5 Stammtafeln. Stuttgart. Druck und Verlag von W. Kohlhammer. 1886.

- Anzeige der Feier des Geburtstags-Festes Seiner Majestät des Königs Wilhelm von Württemberg auf den 27. September 1831 … der Universität Tübingen. Mit einer historischen Untersuchung über die älteste Grafschaft Wirtenberg als Gaugrafschaft. Tübingen. Eifert, Tübingen 1831 (Digitalisat)
- (Hrsg.): Heinrich von Meßkirch; Konrad von Wurmlingen et alii:  Chronici Sindelfingensis quae supersunt e manuscriptis Crusianis et Gabelcoverianis collecta atque digesta. Tübingen 1836 (Digitalisat)
- Die allgemeine Geschichte: Allgemeine Geschichte der alten Welt.  Band 1, Liesching, Stuttgart 1841 (Digitalisat)
- Familiengeschichten aus dem Nachlass von Karl Friedrich Haug. Mit d. Bildn. Haugs u. 5 Stammtafeln, Kohlhammer, Stuttgart 1886 (Digitalisat)